# The Indian Express
The Indian Express ist eine englischsprachige indische Tageszeitung.
Die Zeitung wurde 1932 durch Ramnath Goenka in Madras (heute Chennai) im damaligen Britisch-Indien unter dem Namen Indian Express gegründet. Sie erscheint gegenwärtig in einer Auflage von etwa 400.000 Exemplaren. Sie besitzt Lokalausgaben für Neu-Delhi, Mumbai, Bangalore, Kolkata, Pune, Chandigarh, Lakhnau, Jammu und Chennai.
Im Jahr 1999 wurde die Verlagsgruppe des Indian Express unter den Eigentümern geteilt. Die nördliche Ausgabe mit Sitz in Mumbai führt seitdem den Zeitungsnamen The Indian Express, während die südliche Ausgabe mit Sitz in Chennai als separate unabhängige Zeitung unter dem Namen The New Indian Express erscheint.